# Doxepina
La  doxepina  è un antidepressivo triciclico, un principio attivo utilizzato anche per particolari fastidi cutanei. La forma farmaceutica è una miscela costituita per l'85% dall'isoforma trans ed il restante 15% dall'isoforma cis; i profili cis e trans hanno una differente selettività d'azione: l'isomero cis è un NSRI (Non Selective Reuptake Inhibitor), mentre l'isomero trans è un inibitore selettivo del NET (pur avendo l’ammina terziaria finale).

## Indicazioni
Viene impiegato in alcune forme di depressione, eczema ed alcune malattie che causano prurito.

## Controindicazioni
Da evitare in caso di malattie cardiovascolari in quanto svolge effetti multipli a livello dei recettori H1, muscarinici, alfa-1 e nei confronti dei canali del Sodio.
Da evitare con l’uso di alcool

## Dosaggi
- Adulti-bambini 75 mg iniziale (successivamente si arriva anche a 300 mg o si abbassa a 30, dipende dalla reazione del soggetto, le dosi vengono divisie in 100 mg)
- Anziani 10–50 mg al giorno

## Effetti indesiderati
Fra gli effetti collaterali più frequenti si riscontrano secchezza delle fauci, disturbi visivi e dell'udito (tinnito), tachicardia, rash cutaneo, cefalea, nausea, disartria. Raramente si assiste a fenomeni convulsivi.